# Hanna Rosvall
Hanna Rosvall, född 10 februari 2000, är en svensk simmare.

## Karriär
Rosvall simmade förstasträckan i finalen för det svenska lag som vann guld på 4×50 meter medley vid europamästerskapen i kortbanesimning 2017 i Köpenhamn i Danmark.
I augusti 2022 vid EM i Rom var Rosvall en del av Sveriges kapplag tillsammans med Sophie Hansson, Louise Hansson och Sarah Sjöström som tog guld på 4×100 meter medley.
I november 2022 vid kortbane-SM i Stockholm tog Rosvall totalt sju medaljer (tre individuella och fyra i lagkapp tävlande för Helsingborgs Simsällskap). Individuellt tog hon tre guld på 50, 100 och 200 meter ryggsim. I lagkapp tog Rosvall guld på 4×50 meter medley och 4×100 meter medley, silver på 4×100 meter frisim samt brons på 4×50 meter frisim. I december 2022 vid kortbane-VM i Melbourne erhöll hon ett brons efter att simmat försöksheatet på 4×50 meter medley, där Sverige sedermera tog medalj i finalen.